# 茹科夫斯基环形山
茹科夫斯基环形山(Zhukovskiy)是位于月球背面赤道区一座古老的大型撞击坑，约形成于酒海纪，其名称取自俄罗斯现代空气动力学与航空科学的开拓者尼古拉·叶戈罗维奇·茹科夫斯基(1847年-1921年)，1970年被国际天文联合会正式批准接受。

## 描述

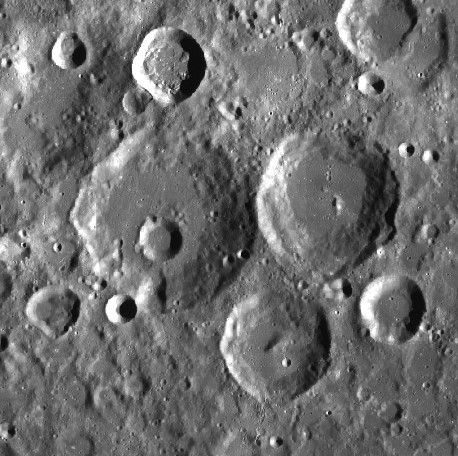
月球勘测轨道飞行器拍摄，居中为茹科夫斯基环形山。

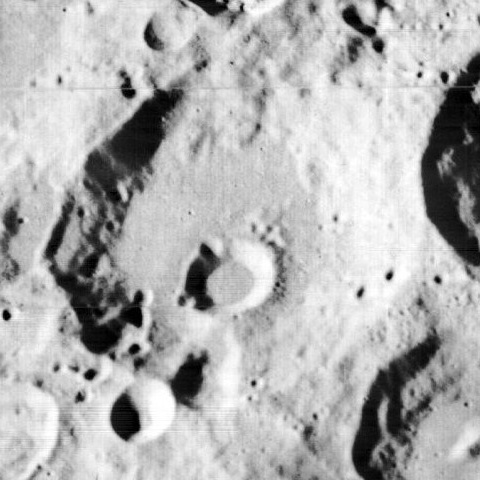
月球轨道器1号拍摄的图像

该陨坑东邻列别金斯基环形山；西北靠近海福德陨石坑；麦克马思环形山坐落在它的北面；南面和西南分别横亘着康格里夫环形山和克拉索夫斯基环形山。陨坑中心月面坐标为7°33′N 167°17′W / 7.55°N 167.28°W，直径82.1公里，深度2.8公里。
因存续时间悠久，该环形山损毁相当严重，其外观呈多边形状。陨坑外侧坡极为平缓，东南侧重叠着诸多大小不一的撞击坑；东侧内壁较宽阔，坑壁平均高出周边地形1360米，内部容积约6098公里³。坑底表面相对平坦，中心点偏南坐落着一座较醒目的小陨坑。
茹科夫斯基环形山位于狄利克雷-杰克逊盆地的西南。

## 卫星陨石坑
按惯例，最靠近茹科夫斯基环形山的卫星坑在月图上以字母标注在该坑中心点的旁边。

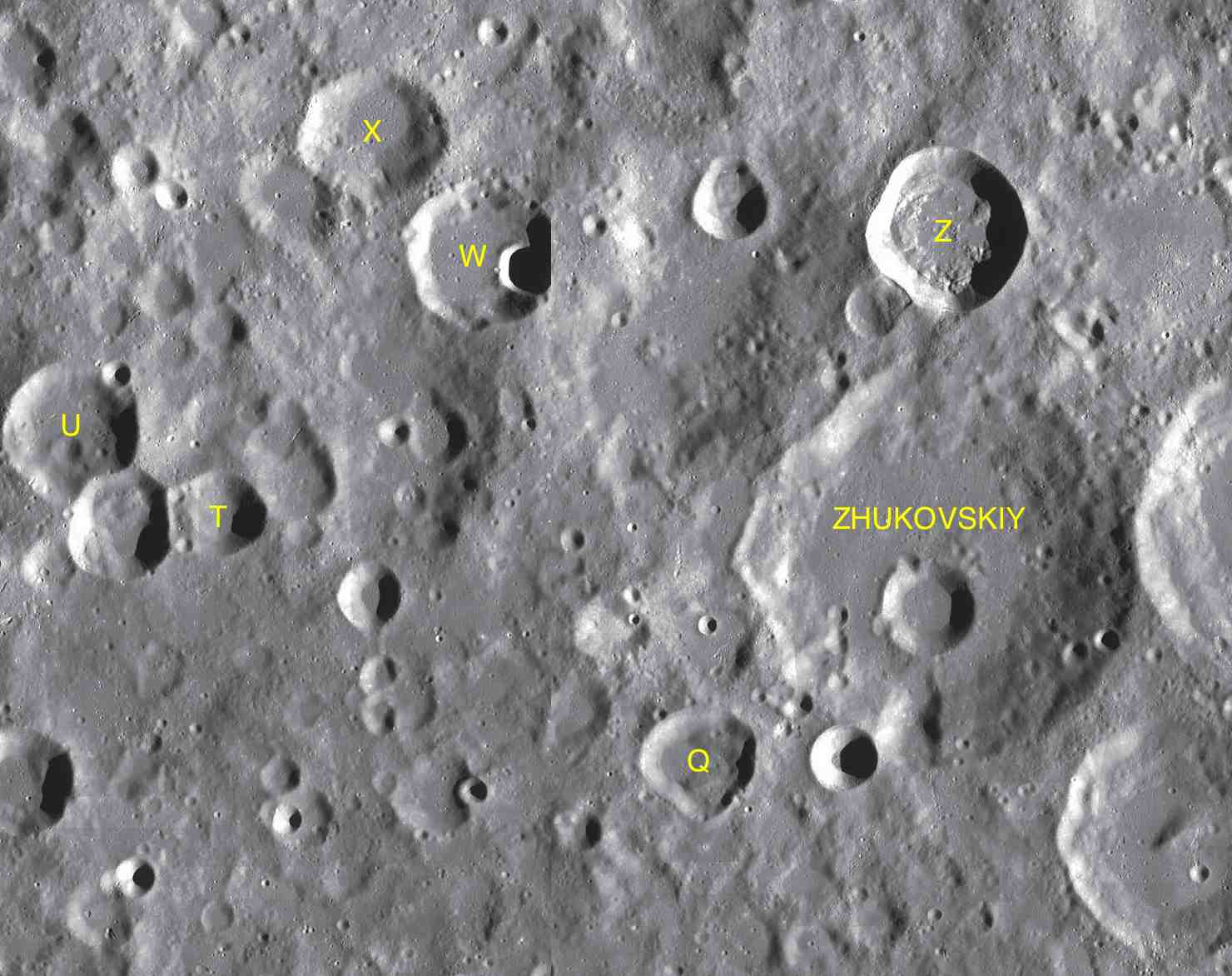
LAC-68 与 LAC-69 拼接图

| 茹科夫斯基 | 纬度    | 经度     | 直径    |
| ---------- | ------- | -------- | ------- |
| Q          | 6.2° N  | 168.8° W | 23 公里 |
| T          | 7.9° N  | 172.3° W | 23 公里 |
| U          | 8.5° N  | 173.2° W | 29 公里 |
| W          | 9.8° N  | 170.3° W | 31 公里 |
| X          | 10.5° N | 171.1° W | 30 公里 |
| Z          | 10.0° N | 166.8° W | 34 公里 |

- 卫星坑"茹科夫斯基 W"晚雨海世[1]；
- 卫星坑"茹科夫斯基 Z"爱拉托逊纪[1]。